# Christoph Reichert (Politiker, 1808)
Christoph Reichert (* 2. Februar 1808 in Mettenheim; † 6. März 1883 ebenda) war ein hessischer Politiker und Abgeordneter der 2. Kammer der Landstände des Großherzogtums Hessen.
Christoph Reichert war der Sohn von Jakob Reichert und dessen Ehefrau Elisabetha, geborene Löcher. Reichert, der evangelischen Glaubens war, war Bürgermeister in Mettenheim und heiratete Barbara, geborene Rau.
1850 gehörte er der Zweiten Kammer der Landstände an. Er wurde für den Wahlbezirk Rheinhessen 11/Osthofen gewählt.